# Claudio Biaggio
Pour les articles homonymes, voir Biaggio.
Claudio Dario Biaggio est né le 2 juillet 1967 à Santa Rosa (Argentine) est un footballeur argentin jouant Attaquant avant de devenir entraîneur. 

## Palmarès
• 1 sélection avec l'équipe d'Argentine (1995)